# Brian Price
Brian Price (ur. 19 lutego 1976 w Belleville) – kanadyjski wioślarz, mistrz i wicemistrz olimpijski, trzykrotny mistrz świata. Jest sternikiem.

## Osiągnięcia
- Mistrzostwa Świata – Lucerna 2001 – ósemka – 6. miejsce
- Mistrzostwa Świata – Sewilla 2002 – ósemka – 1. miejsce
- Mistrzostwa Świata – Mediolan 2003 – ósemka – 1. miejsce
- Mistrzostwa Świata – Mediolan 2003 – dwójka ze sternikiem – 3. miejsce
- Igrzyska Olimpijskie – Ateny 2004 – ósemka – 5. miejsce
- Mistrzostwa Świata – Gifu 2005 – ósemka – 7. miejsce
- Mistrzostwa Świata – Eton 2006 – ósemka – 9. miejsce
- Mistrzostwa Świata – Eton 2006 – dwójka ze sternikiem – 2. miejsce
- Mistrzostwa Świata – Monachium 2007 – ósemka – 1. miejsce
- Mistrzostwa Świata – Monachium 2007 – dwójka ze sternikiem – 3. miejsce
- Igrzyska Olimpijskie – Pekin 2008 – ósemka – 1. miejsce
- Mistrzostwa Świata – Bled 2011 – dwójka ze sternikiem – 3. miejsce
- Mistrzostwa Świata – Bled 2011 – ósemka – 3. miejsce
- Igrzyska Olimpijskie – Londyn 2012 – ósemka – 2. miejsce